# Festival musical des Grands Crus de Bourgogne-Franche Comté
Créé par le pianiste Yves Henry en 1986, avec le titre « de Bach à Bacchus »  et avec le trompettiste Thierry Caens pour "Musique au Chambertin" en 1987, le Festival musical des grands crus de Bourgogne Franche-Comté a pour rôle d'associer la musique et le vin. Il est devenu le festival le plus important de la région Bourgogne Franche-Comté du fait de son extension géographique, de sa diversité musicale et de son nombre de concerts.
6 Cités accueillent le Festival, chaque année, de juin à octobre. La clôture du festival se déroule chaque année au mois d'octobre dans le cadre du château du Clos de Vougeot (http://www.closdevougeot.fr)
- Noyers-sur-Serein (Rencontres Musicales de Noyers, direction Chantal Bonnard puis Juliette Hurel)
- Chablis (Festival du Chablisien, fondateurs Mario Hacquard et Jean-Michel-Costal, direction artistique Vincent Figuri)
- Gevrey-Chambertin  (Festival Musique au Chambertin, direction artistique et présidence Thierry Caens et organisé par les Amis de Musique au Chambertin et depuis 2023 Adélaïde Ferrière)
- Meursault (De Bach à Bacchus, direction artistique Yves Henry)
- Cluny (Grandes Heures de Cluny, direction artistique Patricia Cottavoz)

Le festival est en partenariat avec la maison de la Bourgogne à Mayence.